# Hockey Villafranca
L'Hockey Villafranca  è una società italiana di hockey su prato con sede a Villafranca di Verona.
Disputa i suoi incontri al campo sportivo "Lamacchi-Tosoni".

## Storia
Nel 1956 su proposta della Federazione Italiana Hockey e Pattinaggio, della quale faceva parte la Commissione Italiana Hockey su Prato, viene fondata a Verona la Società Alber Sport.
Il movimento hockeistico era allora diffuso principalmente nei Centri Universitari Sportivi ed in località marittime toccate dalle navi inglesi durante la seconda guerra mondiale.
A recepire l'invito a Verona è Orfeo Albertini, il quale convince alcuni ragazzi a misurarsi con questa disciplina. Non supportato da risultati sportivi di rilievo, l'hockey veronese getta la spugna nel 1966 e gli atleti si spostano allora a Villafranca.
Nel 1972 il Villafranca viene promosso in Serie A. Nel 1976 la guida della società viene presa da Gilberto Giagulli. Sono anni di grandi soddisfazioni, con la prima squadra che riesce a conquistare l'accesso alla massima divisione prato ed a diventare la squadra indoor più titolata, con cinque scudetti vinti nella specialità in palestra. I migliori piazzamenti nel prato sono invece due terzi posti. Negli anni successivi la mancanza di sponsor, tuttavia, ridimensionò i programmi societari.
Scesa in cadetteria, vince il la Serie A2 nel 2004-2005 e riconquista il posto nella massima Serie A1. Il 2006 è l'anno dei festeggiamenti del cinquantesimo anniversario, ma nel 2007 la squadra è retrocessa in Serie A2. Ritornata nella massima serie nel 2008, viene nuovamente retrocessa al termine della stagione 2009-2010.

## Palmarès
- Scudetto indoor: 5

1981-1982, 1985-1986, 1986-1987, 1987-1988, 1992-1993